# Kamienistość miąższu gruszek

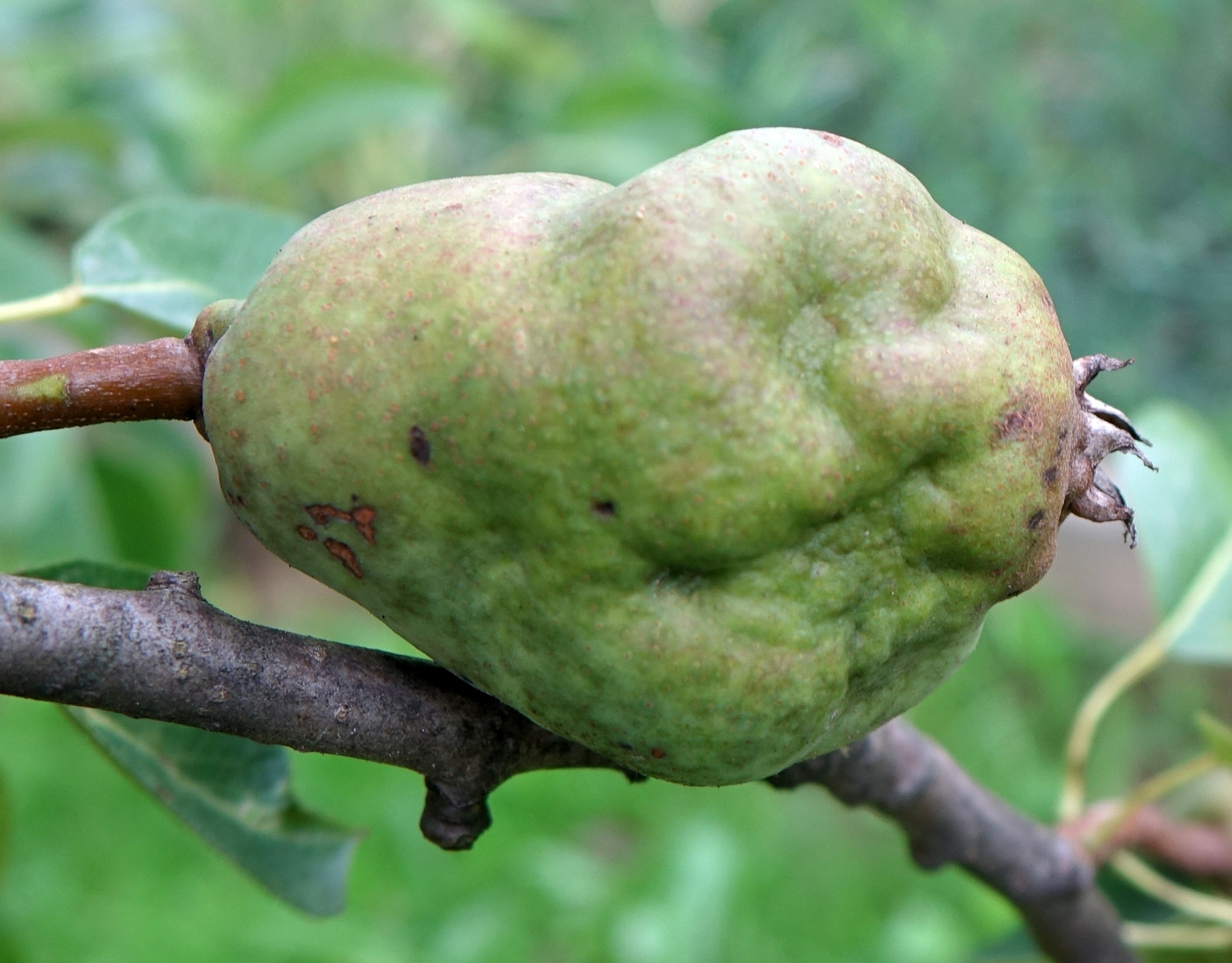
Silnie porażona kamienistośćią gruszka 'Faworytka'

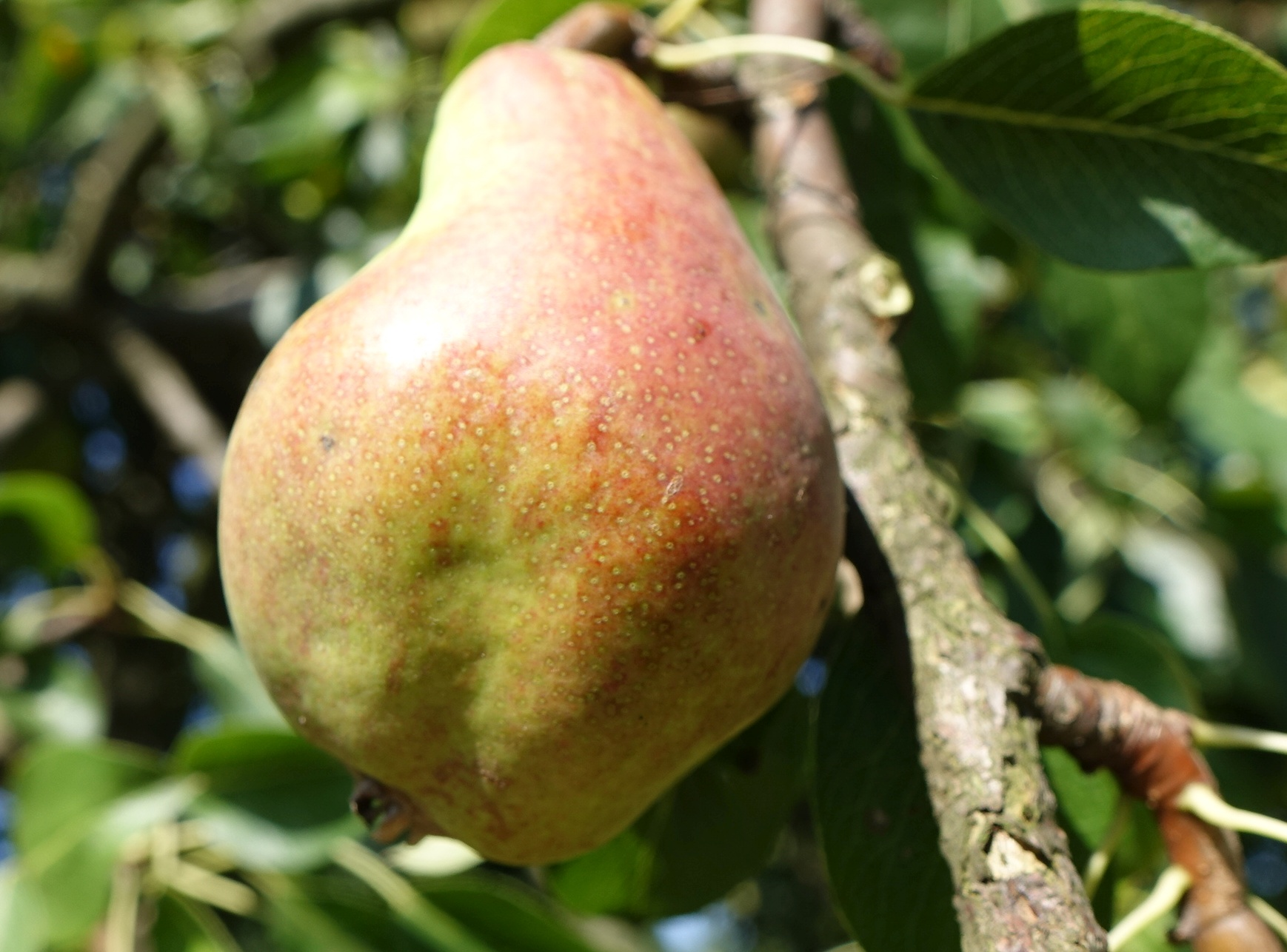
Gruszka ‘Faworytka’ lekko porażona

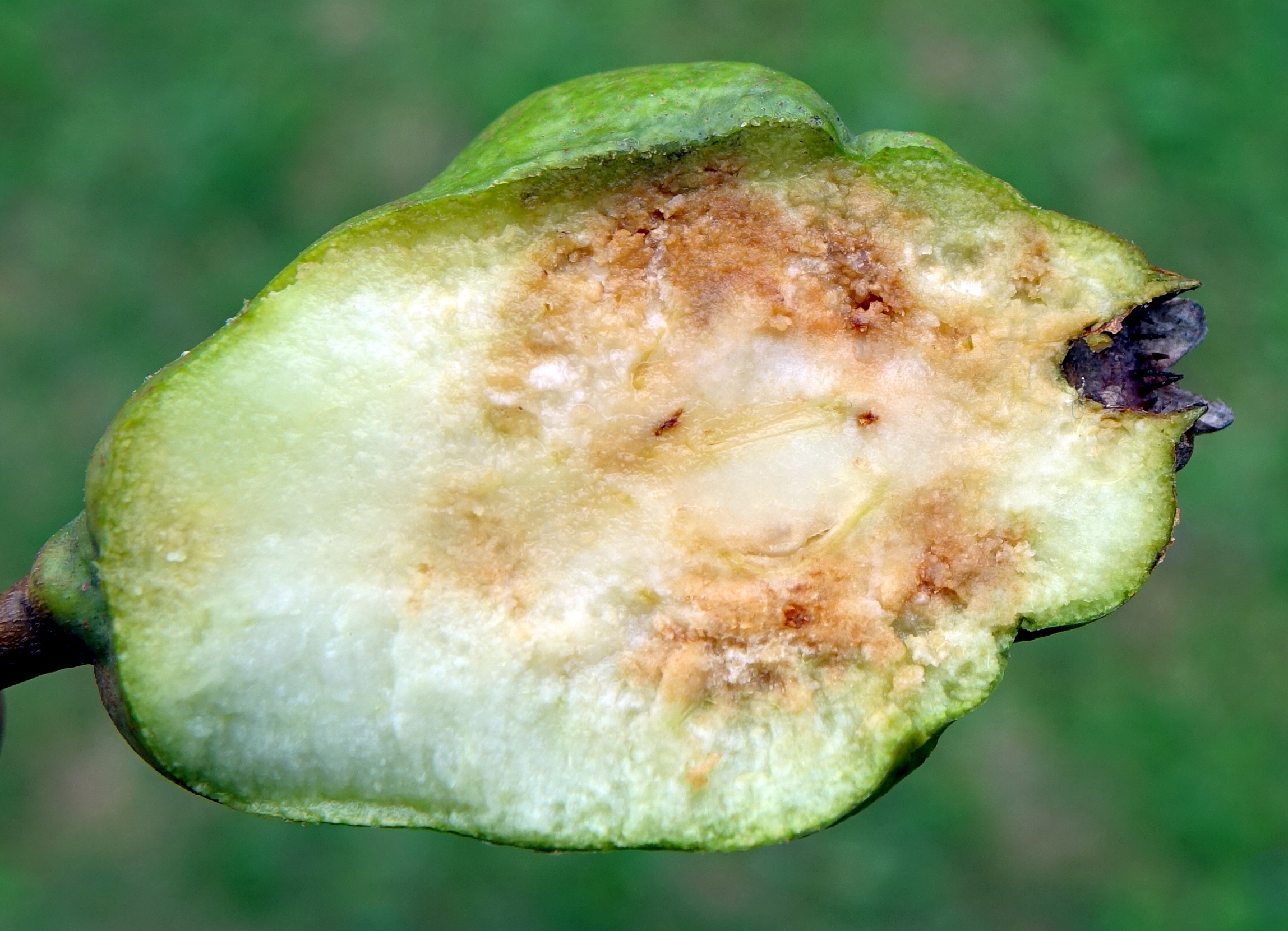
Przekrój porażonej gruszki

Kamienistość miąższu gruszek, kamienistość gruszek (ang. red mottle of pear, stony pit of pear, vein yellows of pear) – wirusowa choroba gruszy wywołana przez Pear stony pit.

## Objawy i szkodliwość
Pierwsze objawy choroby pojawiają się już na zawiązkach owoców. Tkanka owoców w zainfekowanych miejscach zapada się, następuje zahamowanie wzrostu owoców, wskutek czego pojawiają się wklęśnięcia. Na przekroju miąższ owocu w tych miejscach ma zmienioną barwę. Liczne komórki miąższu ulegają zdrewnieniu, przekształcając się w tzw, komórki kamienne. Są one twarde i niejadalne. Porażone owoce dojrzewają później niż zdrowe. Gdy wirus zainfekuje w pełni już wykształcone owoce, skutki są dużo mniejsze, ale walory smakowe takich gruszek są znacznie gorsze.
Stopień porażenia gruszek może być różny. Zależy od czasu zainfekowania owocu i tego na jakim etapie rozwoju się znajdował oraz od szczepu wirusa. Niektóre gruszki mogą stać się tak kamieniste, że trudno je pokroić nożem. Zwykle nie mają pestek. Niektóre szczepy wirusa mogą powodować szorstką korę lub objawy przypominające odrę na owocach. Zgłaszano również krosty i pękanie kory, karłowatość drzew oraz chlorotyczne opasanie lub cętkowanie żył. Bardzo wrażliwe na kamienistość są odmiany ‘Bosc’, ‘Comice’ i ‘Seckel’. Mniej dotkliwe objawy zgłaszano na ‘Bera Hardy’, Konferencji', ‘Forelle’, ‘Howell’, ‘Old Home’, ‘Packham’s Triumph’, ‘Bartlett’, ‘Winter Nelis’ i innych odmianach.
Kamienistość miąższu gruszek może nie występować corocznie. Zdarza się, że są lata, w których występuje w dużym nasileniu i lata, w których występuje w małym nasileniu, lub wcale.

## Warunki rozwoju
Wirus przenosi się z roślin chorych na zdrowe podczas szczepienia. Okres inkubacji wynosi około 2–3 tygodni. Do śledzenia go używa się roślin wskaźnikowych. Są nimi grusze odmian ‘Bera Boska’, ‘Bera Hardy’ oraz Pyronia weitchii. Nie stwierdzono, aby wirus przenoszony był przez owady lub w inny sposób.
Aby zapobiec chorobie, zrazy do szczepienia mogą być pobierane tylko ze zdrowych drzew. Należy je przed szczepieniem poddać termicznemu odwirusowaniu przez przetrzymywanie w temperaturze 37 °C przez 21 dni.